# 科羅特奇

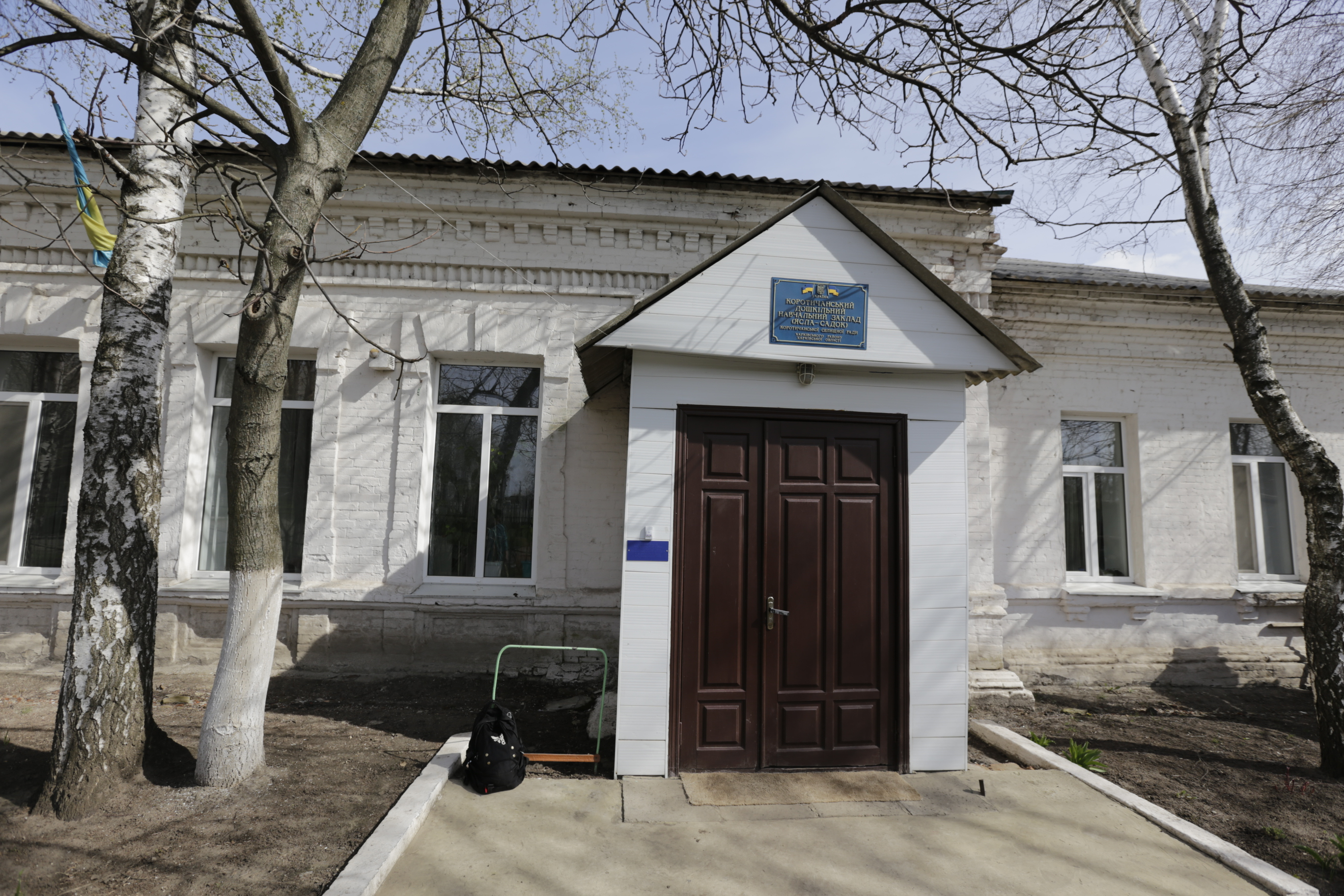
幼儿园

科羅特奇（羅馬化：Korotych）是烏克蘭東部哈爾科夫州哈爾科夫區皮索钦市镇内的市級鎮。始建於十七世紀中期，面積4.85平方公里，2001年人口5,081，人口密度每平方公里1,047.6人。